# Fischach (Bühler)

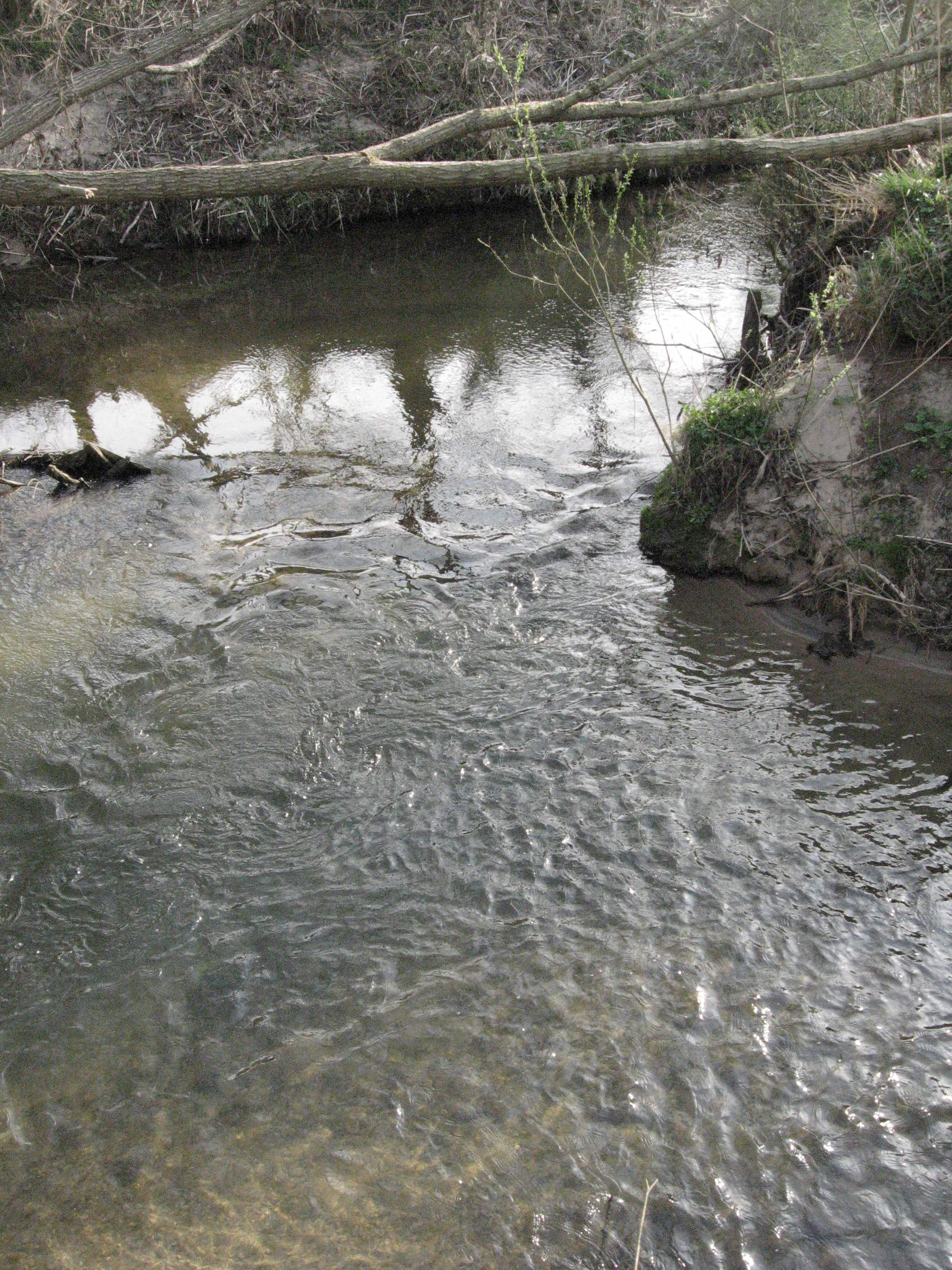
Bei der Mündung der Fischach (von rechts) in die Bühler (von oben rechts) verlaufen beide in tiefen Geländetrögen

Die Fischach ist ein kleiner Fluss im Landkreis Schwäbisch Hall im nordöstlichen Baden-Württemberg. Er entspringt auf Schwäbisch Haller Grund im Einkornwald in den Limpurger Bergen und mündet nach einem Lauf nach Südosten von über 14 km Länge, überwiegend durch den von ihr geschaffenen Nachbar-Naturraum des Mittelgebirges Fischachbucht, beim Bühlertanner Teilort Kottspiel von links in die Bühler.

## Geographie

### Verlauf
Die Fischach entsteht im Wald ca. 1 km östlich des Einkorns in einer weiten, schüsselförmigen Mulde aus dem Zusammenfluss eines Büschels von Klingenbächen, von denen einige zuvor noch den 1 ha großen Bombensee speisen. Bis zur Lembachmündung nach etwa 4 km fließt sie dann als stark mäandrierender Bach in einer sumpfigen Aue, größtenteils noch im Wald. Dahinter strebt sie in einem Wiesental begradigt und ohne Ufergehölz gegen Südosten ihrer Mündung zu.
Die Talmulde ist rechts oft von einer ausgeprägten Kante der angrenzenden, ca. 420 m hohen, ackerbaulich genutzten Engelhofer Ebene begrenzt, über der weiter westlich die steile Stufe zur bewaldeten Hochfläche der Limpurger Berge im Westen aufragt, die bis über 500 m Höhe erreicht. Linksseitig begrenzt ein bewaldeten Bergrücken mittlerer Höhe das Tal, der östliche Zweig der Limpurger Berge, auf dessen nahem Kamm die Wasserscheide zur Bühler verläuft. Die Fischach mündet nach ca. 14 km bei Kottspiel in die ihr entgegenlaufende Bühler.
Ihr Einzugsgebiet von ca. 43 km² ist sehr unausgewogen. Nach links hat es eine maximale Breite von 1 km, nach rechts dagegen von über 4 km. Alle Nebenbäche fließen ihr von rechts zu. Ihr Gefälle ist ausgeglichen und unterhalb der Quellbäche mit weniger als 5 ‰ gering.
Die Fischach läuft im Mittleren Keuper, ihre Quellen liegen am Rand der Kieselsandstein-Hochfläche (Hassberge-Formation)  der nördlichen Limpurger Berge in den Unteren Bunten Mergeln (Steigerwald-Formation) oder im Schilfsandstein (Stuttgart-Formation). Wenig weiter schon und bis zur Mündung läuft sie dann im Gipskeuper (Grabfeld-Formation), dessen Corbula-Schicht für die weite Verebnung der Engelhofer Ebene im Bereich ihres Flurlaufs verantwortlich ist. Schon bald begleitet den kleinen Fluss ein breiter Auensedimentstreifen.
Die Besiedlung im Tal hält sich an die rechte Talseite und meidet diese flache Talaue zugunsten des rechten Hügelfußes bzw. entsprechender Lagen in den rechten Seitentälern, ein paar alte Mühlenstandorte ausgenommen. Hauptsiedlungen sind die Weiler und Dörfer Herlebach (5 km), Oberfischach (am Bobach), Rappoltshofen (am Benzenbach), Mittelfischach (9 km), Engelhofen (am Breitenbach) und Unterfischach (11 km). Hinzu kommt etwas Streusiedlung am Fuß der westlichen Limpurger Berge.
Die Bevölkerungszahl im Tal und seinen Nebentälern liegt bei etwa 1300 Einwohnern.
Das Fischachtal gehört, abgesehen vom Wald um die Quellen im Norden, der auf Schwäbisch Haller Stadtgebiet liegt, und den letzten zwei ebenfalls unbesiedelten Kilometern im Süden vor Kottspiel, die zu Bühlertann rechnen, administrativ zur Gemeinde Obersontheim.
Das Fischachtal wird bei Mittelfischach von der Landesstraße 1066 Crailsheim–Gaildorf gequert, sonstige Straßen im Tal sind allenfalls Kreisstraßen, so die K 2627 Sulzdorf–Bühlerzell, die von Herlebach bis Unterfischach rechts dem Flusslauf folgt, und die K 2622 Rappoltshofen–Engelhofen–Unterfischach, die westlich der Engelhofer Ebene am Fuß der Höhenstufe zu den westlichen Limpurger Bergen verläuft. Weitere Talzugänge bieten die K 2599 Hessental–Herlebach von Norden und die K 2619 Untersontheim–Oberfischach von Osten sowie zwei Sträßchen von nur lokaler Bedeutung.

### Zuflüsse
Die bedeutenderen Nebenbäche der Fischach fließen ihr alle von rechts aus den Limpurger Bergen zu. Die am Ober- und Mittellauf beginnen meist recht nahe an der Kohlenstraße, einer Nordwest-Südost verlaufenden Waldhöhenstraße auf deren Hochebene von Schwäbisch Hall-Einkorn an Gaildorf-Winzenweiler vorbei und weiter in Richtung auf den Ort Kohlwald in der Gemeinde Sulzbach-Laufen zu.  Diejenigen zum Unterlauf entspringen eher im Bereich des steilen nordöstlichen Hangfußes dieser Hochebene, im Quellbereich findet man dort stellenweise Sinterbildungen (Oberlauf Stielbach des Breitenbachs, Weiler Bach). Im linken untersten Fischachtal laufen etliche Auengräben dem begradigten Fluss strikt parallel und münden dann im rechten Winkel, sie wurden offenbar künstlich zur Entwässerung angelegt.
Tabelle der größeren direkten Zuflüsse

Sie fließen alle von rechts zu.
- Mit zum Vergleich der Fischach selbst.
- Längen sind die der Hauptstränge, also zuzüglich eventueller Oberlauflängen.
- Gewässerkennzahl GKZ zur besseren Lesbarkeit mit Trenner hinter dem Präfix, das die GKZ der Fischach selbst ist.
- Nachweise und mehr Details siehe oben im Hauptartikel, der auch die höheren Zuflüsse und Seen aufführt, oder beim jeweiligen Bachartikel.

| Name           | GKZ       | Lage   | Länge in km | EZG in km² | Mündung                                                     | Mündungshöhe in m ü. NHN | an                       |
| -------------- | --------- | ------ | ----------- | ---------- | ----------------------------------------------------------- | ------------------------ | ------------------------ |
| Sauklingenbach | 238664-12 | rechts | 01,3        | 00,7       | Schwäbisch Hall, Einkornwald                                | 431,0                    | entwässert den Bombensee |
| Lembach        | 238664-14 | rechts | 02,6        | 01,9       | Obersontheim-Herlebach, etwas aufwärts                      | 411,5                    |                          |
| Brühlbach      | 238664-2  | rechts | 03,4        | 03,5       | Obersontheim-Herlebach, Brücke                              | 410,0                    | mit OL Eschertalbach     |
| Lustbach       | 238664-32 | rechts | 03,2        | 01,7       | Obersontheim-Oberfischach, etwas nördlich                   | 403,4                    |                          |
| Bobach         | 238664-4  | rechts | 04,0        | 03,4       | Obersontheim-Oberfischach, etwas östlich                    | 399,0                    | mit OL Rotbach           |
| Benzenbach     | 238664-52 | rechts | 04,4        | 04,5       | Obersontheim-Rappoltshofen, östlich                         | 389,7                    |                          |
| Bühlbach       | 238664-6  | rechts | 04,8        | 04,2       | Obersontheim-Mittelfischach, etwas abwärts                  | 385,2                    | entwässert den Haspelsee |
| Breitenbach    | 238664-72 | rechts | 04,6        | 05,0       | Obersontheim-Mittelfischach, abwärts, Hofgruppe Breitenbach | 385,0                    | mit OL Stielbach         |
| Weiler Bach    | 238664-8  | rechts | 03,8        | 04,1       | Obersontheim-Unterfischach, östlich an Brücke Mühlweg       | 381,5                    |                          |
| Schaufelbach   | 238664-92 | rechts | 02,1        | 01,2       | Obersontheim-Unterfischach, abwärts, Gumpenwiesen           | 380,0                    | mit OL Altenbach         |
| Fischach       | 238664    | n. a.  | 14,2        | 43,5       | Bühlertann-Kottspiel                                        | 376,0                    |                          |

## Begradigung
Die Fischach ist über den größten Teil ihres Laufes stark begradigt. Nachdem schon etwa 200 m oberhalb davon am Bach Teileingriffe in den Gewässerlauf zu bemerken sind, verläuft sie wenige Meter nach der Lembach-Einmündung in einem geraden, profilierten, von Uferbewuchs fast völlig freigehaltenen Bett. Bis zur Mündung fließt sie so weiter, am Knickstellen der breiten Aue in weiten, gerundeten Kurven in der Auenmitte geführt. Die Verlegung des Bachlaufs ist heute am auffälligsten an einem isoliert stehenden alten Mühlengebäude gegenüber Unterfischach, das heute über 80 m vom Gewässer entfernt liegt. Alte Karten aus dem 19. Jahrhundert zeigen ein in breiter Aue stark mäandrierendes Gewässer; teilweise erkennt man heute noch an kleinen Senken in den Wiesen am Ufer den alten Verlauf. Die Eingriffe wurden in den 1930er-Jahren vom Reichsarbeitsdienst durchgeführt.
Die größeren Zuflüsse von rechts hat man ebenfalls zumeist begradigt, jedenfalls an ihren Unterläufen, wo sie nämlich ihrerseits eine merkliche Aue ausgebildet haben: Der Lembach ist nur im untersten Lauf begradigt. Der Brühlbach ist als einziger davon fast naturbelassen mit engen Mäandern und einer hohen Erlengalerie, nur auf den letzten etwa 40 m ist er in bogenförmigem künstlichen Bett zur spitzwinkligen Einmündung in die Fischach geführt. Der Lustbach fließt ab seinem Waldaustritt fast schnurgerade. Der Bobach ist schon vor dem Ortsbereich von Oberfischach begradigt, desgleichen der Benzenbach ab Rappoltshofen. Der begradigte Teil des Bühlbachs beginnt schon vor der Unterquerung der L 1066 („Schwarze Brücke“), der des Breitenbachs schon vor dem Ortsbereich von Engelhofen. Der Weiler Bach ist auf seinen letzten 1,5 km sogar ein bloßer Seitengraben von Feldwegen.

## Schutzgebiete
Nahezu auf ihrer gesamten Länge verläuft die Fischach in einem Landschaftsschutzgebiet mit dem Namen Fischachtal mit Nebentälern und angrenzenden Gebieten zwischen Herlebach und Kottspiel. Das Gebiet wurde mit der Nummer 1.27.088 am 9. November 1998 vom Landratsamt Schwäbisch Hall ausgewiesen und hat eine Größe von rund 1.554 Hektar. Es umfasst Flächen auf dem Gebiet der Gemeinden Obersontheim, Bühlertann und Bühlerzell.
Der direkte Bachverlauf der Fischach und Teile des Landschaftsschutzgebiets gehören zu dem am 1. Januar 2005 angemeldeten FFH-Gebiet Oberes Bühlertal, das 636,6 Hektar groß ist und die Schutzgebietsnummer 7025-341 trägt.

### LUBW
Amtliche Online-Gewässerkarte mit passendem Ausschnitt und den hier benutzten Layern: Karte von Lauf und Einzugsgebiet der Fischach

Allgemeiner Einstieg ohne Voreinstellungen und Layer: Daten- und Kartendienst der Landesanstalt für Umwelt Baden-Württemberg (LUBW) (Hinweise)
1. ↑  Höhe nach dem Höhenlinienbild auf dem Hintergrundlayer Topographische Karte.
2. ↑  Auf der TK50 steht nahe der Mündung in schwarzer Farbe die Zahl 375,7, auf der TK25 in blauer die Zahl 376. Die 375-er Höhenlinie läuft auf der TK25 in der Aue dicht links (also talab) an der mündenden Fischach entlang. Da Fischach wie Bühler nach persönlichem Augenschein an der Mündung zumindest 3 Meter tiefe Tröge eingegraben haben, ist mit einer gegenüber den angegebenen ca. 376 m merklich verminderten Mündungshöhe zu rechnen.
3. ↑  Länge nach dem Layer Gewässernetz (AWGN).
4. ↑  Einzugsgebiet aufsummiert aus den Teileinzugsgebieten nach dem Layer Basiseinzugsgebiet (AWGN).

### Andere Belege
1. ↑  Modellierte Werte nach Abfluss-BW Gewässerknoten MQ/MNQ
2. 1 2  Das Statistische Bundesamt nennt (zum 31. Dezember 2015) eine Gesamteinwohnerzahl von 4769 für die Gemeinde Obersontheim, zu der alle Orte im Einzugsgebiet der Fischach gehören. Die Gemeindewebsite nennt (Abfrage vom 10. Oktober 2016) ca. 2.300 Einwohner für Obersontheim, den größten Ortsteil, dessen Besiedlung ganz im benachbarten Bühlertal liegt, und dazu für Untersontheim, Ummenhofen und Hausen zusammen – vermutlich ist hier in unvollständiger Aufzählung aber der gesamte Ortsteil Untersontheim gemeint – von 1.200. Von diesem Ortsteil Untersontheim liegt allein das Einzelanwesen Röschbühl oder Fallhaus im Fischachtal. Umgekehrt liegen alle Orte der übrigen zwei Ortsteile Ober- und Mittelfischach im Einzugsgebiet der Fischach.
3. ↑  Zeitangabe laut mündlichem Zeugnis einer damals Heranwachsenden aus einem Nachbardorf.